# Guichen
 Guichen  (Gwizien en bretón) es una población y comuna francesa, situada en la región de Bretaña, departamento de Ille y Vilaine, en el distrito de Redon y cantón de Guichen.

## Demografía
| 2868 | 3311 | 4431 | 5311 | 5891 | 6526 |
| Para los censos de 1962 a 1999 la población legal corresponde a la población sin duplicidades (Fuente: INSEE [Consultar]) |      |      |      |      |      |